# Zona prohibida (pel·lícula)
Zona prohibida (títol original en anglès, Black Site) és una pel·lícula d'acció i thriller estatunidenca del 2022 dirigida per Sophia Banks i escrita per Jinder Ho. La pel·lícula és protagonitzada per Jason Clarke, Michelle Monaghan i Jai Courtney. Es va estrenar el 3 de maig de 2022 a càrrec de Vertical Entertainment i Redbox. S'ha doblat i subtitulat al català.